# Bolloré Transport & Logistics
Bolloré Transport & Logistics est la filiale rassemblant les activités transports et logistiques du groupe Bolloré dans le monde. L'entité est née de la fusion, en 2016, de trois filiales du groupe Bolloré : Bolloré Logistics, Bolloré Africa Logistics et Bolloré Energie. Le siège social de l’entreprise est situé à Puteaux, à l’ouest de Paris. Bolloré Transport & Logistics est présent dans 105 pays sur les 5 continents, jusqu'à son démantèlement en 2020.
En 2008, la société Bolloré Africa Logistics (BAL) est créée pour regrouper les activités d’infrastructure et de logistique du groupe Bolloré sur le continent africain. La société est déployée dans 45 pays en Afrique à travers 250 filiales, emploie 25 000 salariés en 2013, et son chiffre d'affaires représentait 80 % de celui du groupe Bolloré. Selon un communiqué du 30 mars 2016, la marque Bolloré Africa Logistics se réorganise et s'intègre à la nouvelle entité Bolloré Transport & Logistics.
À partir des années 2020, la filiale Bolloré Transport & Logistics est démantelée, au bénéfice d'abord de l'armateur italo-suisse MSC puis de l'armateur français CMA CGM :
- Bolloré Ports en France, cédé au groupe familial Maritime Kuhn en 2019[6];
- Bolloré Africa Logistics, cédé à MSC en 2021[7];
  - Bolloré Railways
  - Bolloré Ports en Afrique
- Bolloré Logistics, cédé à CMA CGM en 2024[8] et pour partie au Groupe Balguerie pour les opérations en Guadeloupe, en Martinique, à Saint-Martin, en Guyane et en Polynésie, avec les équipes basées en France métropolitaine, entre Le Havre, Rouen, Orly et Dunkerque[9]
- Bolloré Energy, reste la seule filiale conservée par le groupe Bolloré.

Le groupe Bolloré reste toutefois très présent en Afrique après 2022.

## Historique

### 1927: origines de Bolloré Africa Logistics
L'histoire débute en 1927 avec la création des activités de la SCAC/SOCOPAO au Sénégal. Ces deux entités sont rachetées à Suez par le groupe Bolloré en 1986Africa Global Logistics. En 1991, Bolloré rachète la société Delmas spécialisée dans les transports depuis et vers l'Afrique. En 1993, Delmas et SCAC/SOCOPAO sont fusionnées et donnent naissance à SDV.
En 1997, Bolloré opère une OPA hostile sur le Groupe Rivaud, qui possède 100 000 hectares de plantations en Asie et en Afrique,. En 1998, Bolloré achète la Saga France et ses filiales (DIAF, SCTT, Peschaud, etc.), opérateur international spécialisée en transport maritime, aérien et express, logistique, projet industriel et opérations en douane. La SAGA fusionne avec SDV en 2015 pour devenir le premier groupe français de transit maritime Bolloré Transport & Logistics.
Le groupe Bolloré rachète également Transintra et AMI en 1999, puis l'armateur Otal et son réseau terrestre Antrak en 2000.
En 2006, le groupe Bolloré revend sa branche Delmas et Otal à l'armateur CMA CGM.

Logo de Bolloré Africa Logistics

En 2008, les activités africaines du groupe Bolloré sont regroupées au sein de la nouvelle marque Bolloré Africa Logistics (BAL).

### 2016: création du groupe Bolloré Transport & Logistics
En mars 2016, le groupe est restructuré et renommé Bolloré Transport & Logistics, et quatre pôles sont alors déclinés : « Bolloré Ports », « Bolloré Logistics », « Bolloré Railways » et « Bolloré Energy ».
En mars 2019, Cyrille Bolloré, le plus jeune de trois fils, est nommé PDG du groupe Bolloré, succédant ainsi à son père.
En décembre 2021, Mediterranean Shipping Company (MSC) annonce une offre d'acquisition la filiale Bolloré Africa Logistics pour 6,4 milliards de dollars. Cette vente est confirmée le 31 mars 2021 pour la somme de 5,7 milliards d'euros.
Le groupe Bolloré, reçoit le 8 mai 2023 une promesse d’achat de Bolloré Transport & Logistics par CMA CGM, à hauteur de 5 milliards d’euros. Une offre que le groupe Bolloré a d’ores et déjà acceptée.

### 2024: finalisation de la vente à CMA CGM
Le 29 février 2024, le groupe Bolloré annonce la cession de Bolloré Logistics, filiale de Bolloré Transport & Logistics au groupe CMA CGM, à l'exception de sa filiale Bolloré Energy, conservée.

## Activités
(janvier 2018).

### Métiers
Les métiers logistiques de Bolloré Transport & Logistics sont le transport routier, la logistique de projets industriels, la gestion des colis exceptionnels, le transport ferroviaire, le transport aérien, le transport par barge, la manutention portuaire, les services maritimes, la réparation de navires, la gestion de la chaîne logistique et la gestion d’entrepôts.

### Présence géographique
Bolloré Transport & Logistics compte des filiales en Chine, en Inde, en Australie, aux Philippines, à Dubaï, en Grande-Bretagne, aux États-Unis, en Espagne, au Portugal et en France. Avant la cession de Bolloré Africa Logistics à MSC en décembre 2022, Bolloré Transport & Logistics était présent dans 45 pays africains.

### Portuaires
Bolloré Ports, marque portuaire de Bolloré Transport & Logistics, gère de nombreux terminaux portuaires dans le monde, mais principalement en Afrique. Ses ports africains sont cédés à Mediterranean Shipping Company en 2022.

#### Terminaux à conteneurs
L’entreprise exploite 15 terminaux à conteneurs dans le cadre de partenariats public-privé. Bolloré Ports investit chaque année environ 250 millions d'euros dans la construction et la gestion des infrastructures portuaires qui lui sont confiées.
Afrique
Les ports en Afrique ont été cédés à Mediterranean Shipping Company (MSC) en décembre 2022.
France
- Terminal conteneurs de Le Port (La Réunion)

- Port de Rouen
- Terminal du Grand Ouest, Montoir et Saint-Nazaire

Asie
- Tuticorin Terminal (Port de Thoothukudi, Inde)

Amérique
- TVB Port-au-Prince (Port de Port-au-Prince, Haïti)

En projet[Quand ?]
- Kribi Container Terminal (Port de Kribi, Cameroun, Afrique)
- TC2 (Port d'Abidjan, Côte d'Ivoire, Afrique)
- MPS2 (Port de Tema, Ghana, Afrique)
- Dili Terminal (Port de Dili, Timor oriental, Asie)

### Ferroviaires
Bolloré Railways, marque dédiée à l’exploitation des chemins de fer, gère et développe trois concessions en Afrique : Sitarail en Côte d’Ivoire et au Burkina Faso depuis 1995, Camrail au Cameroun depuis 1999 et Benirail au Bénin et du Niger depuis 2015, dans le cadre de partenariats public-privé. Filiale de Bolloré Africa Logistics, elle est cédée au groupe MSC.

## Dirigeants
- Cyrille Bolloré, président de Bolloré Transport & Logistics (BTL)[21]
- Gilles Alix, directeur général de BTL
- Philippe Labonne, directeur général adjoint de BTL, directeur général de Bolloré Africa Logistics et Bolloré Ports
- Thierry Ehrenbogen, directeur général adjoint de BTL, directeur général de Bolloré Logistics
- Eric Melet, directeur général du Développement de BTL
- Jean de Pouilly, directeur administratif et financier de BTL
- Eric Amar, directeur juridique de BTL
- David-Alexandre Fournier, directeur des ressources humaines de BTL
- Michel Sibony, directeur du Middle Office de BTL
- Julien Varin, directeur de la communication de BTL